# Porphyra
Porphyra  nom. cons., je rod lisnatih crvenih algi iz porodice Bangiaceae. Postoji pederetak vrsta, a raste u međuplimnim područjima obala širom svijeta. U kuhinji istočne Azije koristi se kao nori (u Japanu) ili gim (u Koreji).

## Izgled
Ova alga pričvršćuje se za stijene višestaničnim rizoidima, koji su obično u obliku diska. Neke vrste rastu i na drugim algama. U normalnim uvjetima boja joj je ljubičasta-crvenkasta, a kad dođu nepovoljni uvjeti, može biti zelena do blijedožuta.

## Popis vrsta
1. Porphyra akasakae A.Miura
2. Porphyra angusta Okamura & Ueda
3. Porphyra argentinensis M.L.Piriz
4. Porphyra atropurpurea (Olivi) De Toni
5. Porphyra augustinae Kützing
6. Porphyra autumnalis Zanardini
7. Porphyra bulbopes (Yendo) Ueda
8. Porphyra capensis Kützing
9. Porphyra ceylanica J.Agardh
10. Porphyra chauhanii C.Anil Kumar & M.V.N.Panikkar
11. Porphyra corallicola H.Kucera & G.W. Saunders
12. Porphyra delicatula Welwitsch
13. Porphyra dentimarginata C.-Y.Chu & S.-C.Wang
14. Porphyra dentimarginata Chu & Wang
15. Porphyra dioica J.Brodie & L.M.Irvine
16. Porphyra fujianensis Zhang & Wang
17. Porphyra grateloupicola P.Crouan & H.Crouan
18. Porphyra guangdongensis C.K.Tseng & T.J.Chang
19. Porphyra inaequicrassa Perestenko
20. Porphyra indica V.Krishnamurthy & M.Baluswami
21. Porphyra ionae R.W.Ricker
22. Porphyra irregularis E.Fukuhara
23. Porphyra kanyakumariensis V.Krishnamurthy & M.Baluswami
24. Porphyra ledermannii Pilger
25. Porphyra linearis Greville
26. Porphyra longissima A.Meynard, M.E.Ramírez & L.Contreras-Porcia
27. Porphyra lucasii Levring
28. Porphyra luchea A.Meynard, M.E.Ramírez & L.Contreras-Porcia
29. Porphyra maculosa E.Conway
30. Porphyra malvanensis Anilkumar & P.S.N.Rao
31. Porphyra marcosii P.A.Cordero
32. Porphyra marginata C.K.Tseng & T.J.Chang
33. Porphyra microphylla Zanardini
34. Porphyra monosporangia S.Wang & J.Zhang
35. Porphyra mumfordii S.C.Lindstrom & K.M.Cole
36. Porphyra njordii Mols-Mortensen, J.Brodie & Neefus
37. Porphyra ochotensis Nagai
38. Porphyra okamurae Ueda
39. Porphyra okhaensis H.V.Joshi, R.M.Oza & A.Tewari
40. Porphyra oligospermatangia C.K.Tseng & B.F.Zheng
41. Porphyra plocamiestris R.W.Ricker
42. Porphyra pujalsiae Coll & E.C.Oliveira
43. Porphyra pulchra Hollenberg
44. Porphyra punctata Y.Yamada & H.Mikami
45. Porphyra purpurea (Roth) C.Agardh - tipična
46. Porphyra qingdaoensis C.K.Tseng & B.F.Zheng
47. Porphyra ramosissima Pan & Wang
48. Porphyra rizzinii Coll & E.C.Oliveira
49. Porphyra roseana M.Howe
50. Porphyra schistothallus B.F.Zheng & J.Li
51. Porphyra segregata (Setchell & Hus) V.Krishnamurthy
52. Porphyra tanakae Pham Hoang-Ho
53. Porphyra tenuis B.F.Zheng & J.Li
54. Porphyra tristanensis Baardseth
55. Porphyra umbilicalis Kützing
56. Porphyra violacea J.Agardh
57. Porphyra vulgaris Kützing
58. Porphyra woolhouseae Harvey

## Vanjske poveznice
- Potrošnja alge Porphyra  Arhivirana inačica izvorne stranice od 16. veljače 2007. (Wayback Machine)